# Westvenezolanischer Graumazama
Der Westvenezolanische Graumazama (Bisbalus citus) ist eine Art der Hirsche, die im nordwestlichen Venezuela vorkommt. Es handelt sich um mittelgroße Vertreter mit dem typischen Erscheinungsbild der Spießhirsche. Dadurch zeichnen sich die Tiere durch einen schlanken Körperbau und kurze, spießartige Geweihe aus. Besondere Kennzeichen des Westvenezolanischen Graumazamas sind das braune bis zimtfarbene Körperfell sowie die verhältnismäßig großen Backenzähne. Die Lebensweise der Tiere ist weitgehend unbekannt. Wissenschaftlich eingeführt wurde die Form im Jahr 1912. Sie galt aber lange Zeit als Unterart des Graumazamas oder des Amazonien-Mazamas. Genetische und cytogenetische Studien aus dem Jahr 2024 zeigten jedoch die Eigenständigkeit des Westvenezolanischen Graumazamas auf. Ihm wurde daher der Artstatus zugesprochen. Zur Bestandsgefährdung liegen keine Informationen vor. 

## Merkmale

### Habitus
Der Westvenezolanische Graumazama ist ein mittelgroßer Vertreter der Hirsche. Nach drei untersuchten Individuen erreicht er eine Kopf-Rumpf-Länge von 105 bis 110 cm und eine Schulterhöhe von 55 bis 59 cm. Das Körpergewicht beträgt etwa 16,5 bis 18,0 kg. Er besitzt dadurch etwa die Ausmaße des Graumazamas (Subulo gouazoubira) oder des Amazonien-Mazamas (Passalites nemorivagus). Äußerlich ähnelt er diesen und den verschiedenen Angehörigen der Spießhirsche (Mazama), wodurch die Tiere eine schlanke Gestalt und kurze spießartige Geweihe aufweisen. Das Körperfell zeigt auf der Rückenseite eine bräunlich bis zimtgraue Färbung mit feiner gelber Punktierung. Die Einzelhaare sind 18 bis 23 mm lang und haben einen bräunlich grauen Schaft, der zur Basis hin ausbleicht, zur Spitze hin aber in einen Gelbton umschlägt. Die Körperseiten sowie die Beinaußenseiten werden etwas heller. Auf der Unterseite und den Beininnenseiten überwiegen weißliche Farbtöne, die Haare können hier schwärzliche Spitzen tragen. Der Hals ist oberseits üblicherweise gräulich gefärbt, teils auch schwach bräunlich. Die weißliche Bauchfärbung hingegen zieht sich über die Kehle bis zum Kinn. Die Wangen erscheinen überwiegend hell gelblich oder bräunlich grau, die Stirn gelblich graubraun. Hier erhebt sich ein 15 bis 18 mm hohes, steifes Haarbüschel. Rund um die Augen tritt ein eher bräunlich gelber bis zimtfarbener Bereich auf. Die Schnauze ist mit kurzen gräulichen Haaren bedeckt, der Nasenspiegel setzt sich schwarz ab. Die gut 11 cm langen und 6,5 cm breiten Ohren sind auf der Außenseite gräulich, auf der Innenseite weißlich gefärbt. Sie haben nur eine spärliche Haarbedeckung. Der Schwanz ist oberseits gelblich braun, unterseits weißlich getönt. Seine Haare werden bis zu 55 mm lang. Die Länge des Hinterfußes beträgt wiederum rund 28 cm. Die dort auftretenden Drüsen können durch einen weißlichen Fleck markiert sein. Das unverzweigte Geweih ist relativ kurz mit Längen von 3,3 bis 7,4 cm.

### Schädel- und Gebissmerkmale

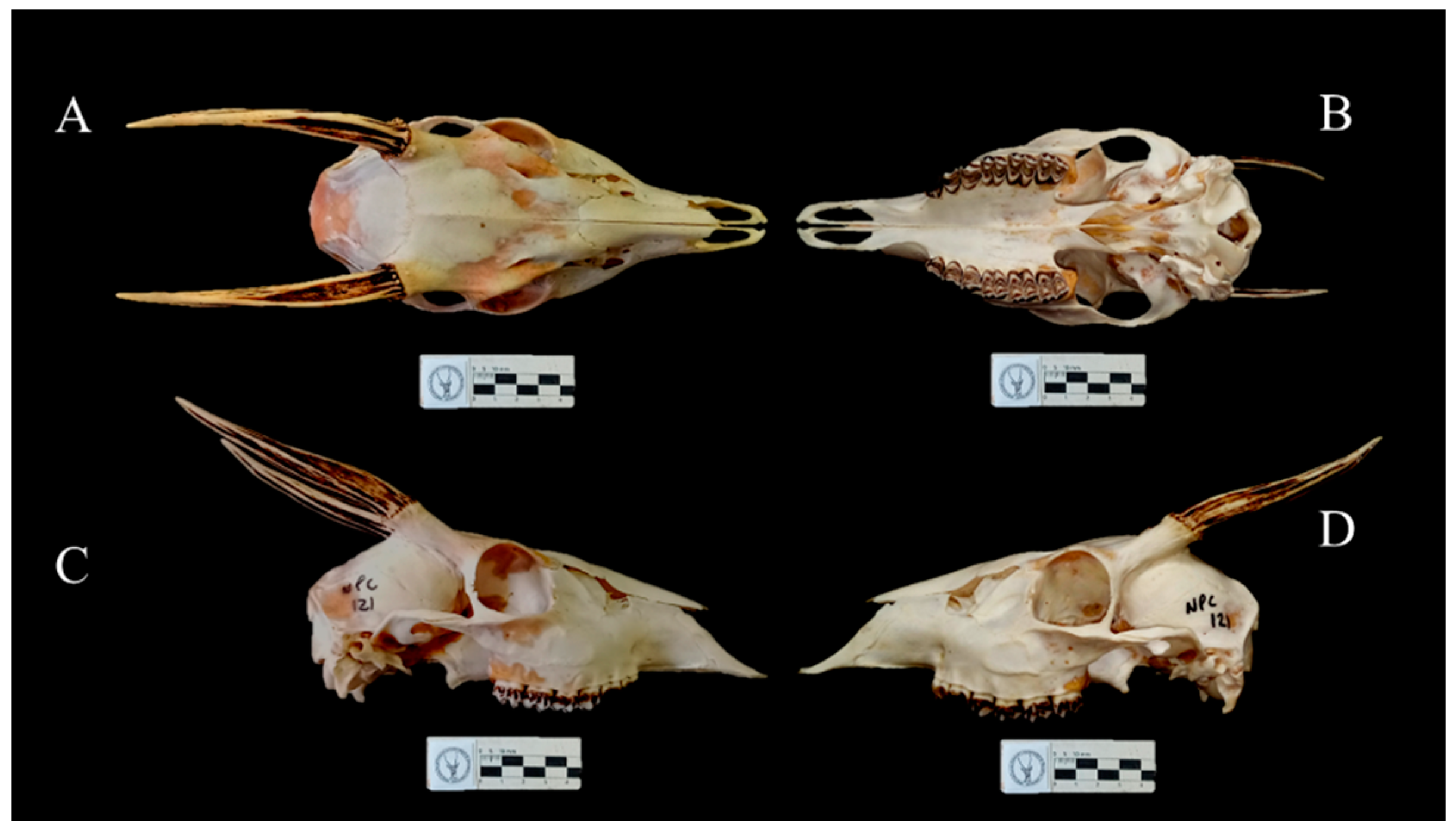
Schädel des Westvenezolanischen Graumazama

Der Schädel ist 16,7 bis 18,9 cm lang, die Jochbögen kragen bis zu 8,7 cm auseinander, die Weite des Hirnschädels beträgt 5,7 cm. Der Unterkiefer misst 14 cm in der Länge, der Kronenfortsatz ragt 7,5 cm hoch. Die Länge der oberen Zahnreihe variiert zwischen 5,5 und 6,2 cm, die der unteren Backenzähne beträgt rund 6 cm. Es gibt nur wenige definierende Schädelmerkmale, etwa kleine und abgeflachte Paukenblasen, ein kurzes und tiefes Foramen supraorbitale und eine tiefe Tränensackgrube. Die Backenzähne werden allgemein als recht voluminös angesehen, sie übertreffen jene des Amazonien-Mazamas um 10 bis 15 %.

### Genetische Merkmale

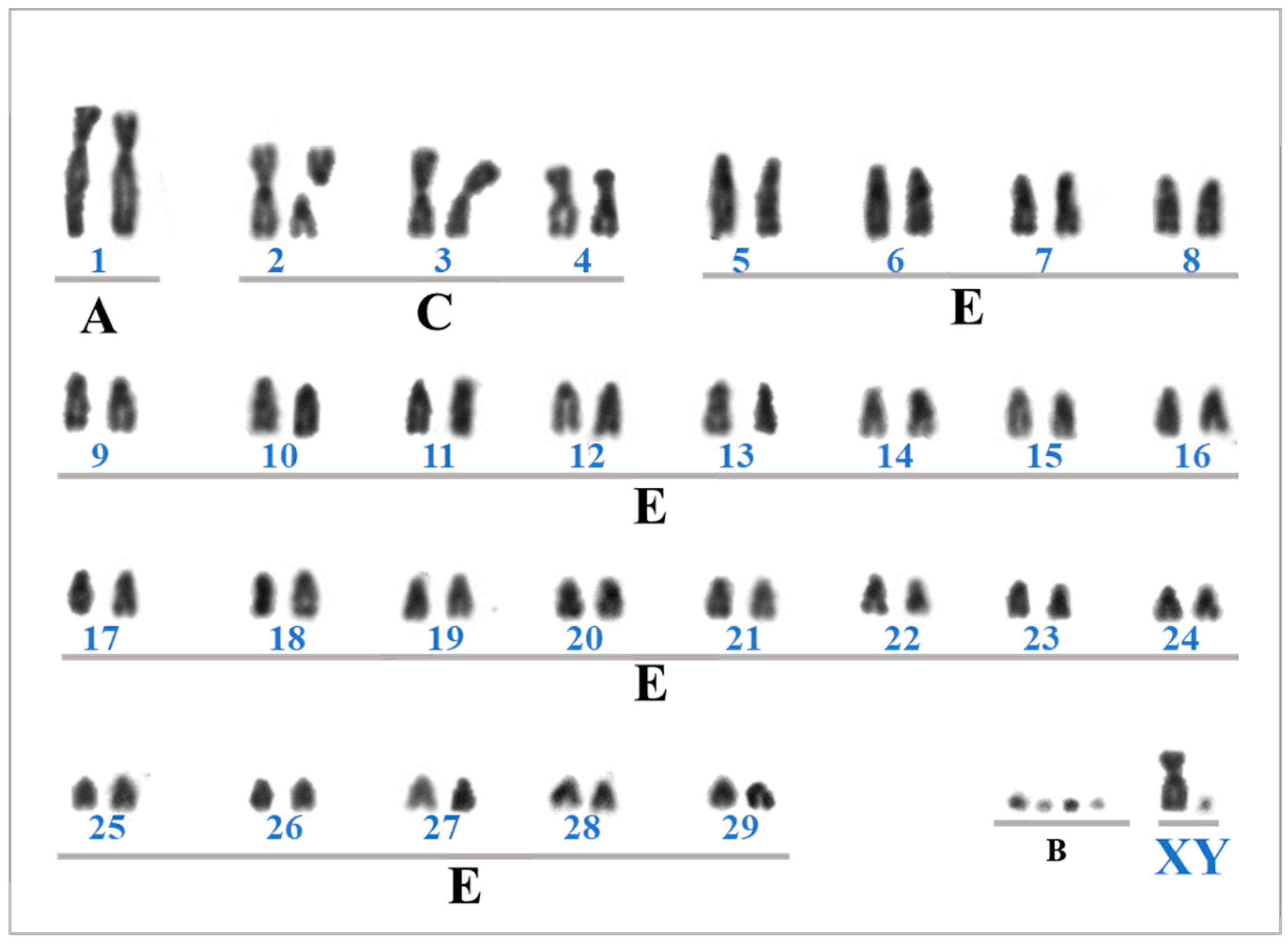
Karyotyp des Westvenezolanischen Graumazama

Der diploide Chromosomensatz lautet 2n = 61, die fundamentale Anzahl der Autosomenarme beträgt 70. Das X-Chromosom ist submetazentrisch, das Y-Chromosom klein und metazentrisch. In seinem Karyotyp weicht der Westvenezolanische Graumazama  dadurch deutlich vom Graumazama und vom Amazonien-Mazama ab.

## Verbreitung und Lebensraum
Das Verbreitungsgebiet des Westvenezolanischen Graumazama liegt im nördlichen Südamerika. Er kommt im westlichen Venezuela vor. Die Typusfundstelle liegt am Ostufer der Maracaibo-See. Die Landschaft dort wird durch Gras- und Mangrovensümpfe sowie Trockenwälder geprägt. Tiere der Art wurden in den Bundesstaaten Zulia und Falcón gefangen.

## Lebensweise
Übet die Lebensweise des Westvenezolanischen Graumazama liegen nur wenige Informationen vor. Die meisten Geburten erfolgen vermutlich im Zeitraum von Januar bis September mit einem Höhepunkt von April bis Mai, was mit der feuchten Jahreszeit einhergeht. Neugeborene weibliche Tiere wiegen rund 1,6 kg, männliche etwa 1,2 kg. Die typischen weißen Flecken der Jungtiere beginnen nach einem Monat zu verschwinden, zuerst am Rumpf und spätestens nach drei Monaten ebenfalls am Hals.

## Systematik
Der Westvenezolanische Graumazama ist eine Art aus der Gattung Bisbalus und der Familie der Hirsche (Cervidae). Er bildet das einzige Mitglied der dadurch monotypischen Gattung. Innerhalb der Hirsche wird diese der Unterfamilie der Trughirsche (Capreolinae) und hierin wiederum der Tribus der Eigentlichen Trughirsche (Odocoileini) zugeordnet. Letztere fassen die neotropischen Hirsche zusammen. Diese bestehen aus zwei Entwicklungslinien. Eine wird in die Untertribus der Blastocerina vereint bestehend aus dem Sumpfhirsch (Blastocerus), den Andenhirschen („Hippocamelus“), dem Pampashirsch (Ozotoceros), dem Südpudu (Pudu) sowie einigen weiteren Formen. Sie stehen den Odocoileina mit den Spießhirschen (Mazama) und den Amerikahirschen (Odocoileus) gegenüber. Insgesamt ist die Systematik der neotropischen Hirsche komplex und momentan problematisch, da mehrere Arten und Gattungen keine in sich geschlossene Gruppe formen und somit als paraphyletisch aufzufassen sind. Dies betrifft vor allem die Gattung Mazama, in der zahlreiche, äußerlich ähnliche Arten aufgefangen werden, die allgemein als „Spießhirsche“ gelten. Allerdings verteilen diese sich molekulargenetischen Analysen zufolge auf die unterschiedlichen Entwicklungslinien, wodurch die zumeist rötlich gefärbten Arten den Odocoileina zugehören, die überwiegend grau gefärbten Vertreter sich aber in den Blastocerotina gruppieren. Genetischen Untersuchungen aus dem Jahr 2024 zufolge nimmt der Westvenezolanische Graumazama eine basale Stellung innerhalb der Blastocerina ein.
Die wissenschaftliche Erstbeschreibung des Westvenezolanischen Graumazamas erfolgte im Jahr 1912 durch Wilfred Hudson Osgood. Er verwendete hierfür ein ausgewachsenes männliches Individuum, das von El Panorama am Río Aurare am Ostufer der Maracaibo-See im nordwestlichen Venezuela stammte und das er auf einer Expedition durch das nördliche Südamerika gesammelt hatte. Osgood führte die neue Form als Unterart des Großmazama (Mazama americana) und benannte sie folgend mit M. a. citus. Er merkte aber an, dass eigentlich der Amazonien-Mazama (Passalites nemorivagus) gemeint war. Ein von Oldfield Thomas im Jahr darauf anhand eines männlichen Individuums aus der Umgebung von Mérida ebenfalls im nordwestlichen Venezuela definiertes Taxon namens Mazama sheila ist möglicherweise als Synonym aufzufassen. Thomas selbst sah allerdings keine Verbindung zu Osgoods M. a. citus, sondern schob seine neue Art in die verwandtschaftliche Nähe des Graumazamas (Subulo gouazoubira), den er wiederum mit Mazama simplicicornis bezeichnete. Drei Jahre nach Osgoods Erstbeschreibung hob Joel Asaph Allen einerseits den Westvenezolanischen Graumazama auf Artniveau an, bemerkte aber andererseits, dass die korrekte Artbezeichnung cita lautete. Darüber hinaus benannte Allen mit M. c. sanctaemartae („Santa-Marta-Graumazama“) eine weitere Unterart aus dem nordöstlichen Kolumbien, die im Vergleich zur Nominatform über ein relativ langes Geweih verfügt mit Ausmaßen von rund 11 cm. Im gleichen Zeitraum führte Richard Lydekker den Westvenezolanischen Graumazama als Unterart des Graumazamas (erneut unter der Bezeichnung Mazama simplicicornis). Der Verweis zum Graumazama wurde in der Folgezeit teilweise einbehalten, mitunter galt der Westvenezolanische Graumazama aber auch als Variante des Amazonien-Mazamas (wobei dieser wiederum erst seit dem Jahr 2000 als von Graumazama unabhängig angesehen wird).
In ihrer generellen Revision der Huftiere aus dem Jahr 2011 akzeptierten Colin Peter Groves und Peter Grubb wieder die Eigenständigkeit des Westvenezolanischen Graumazama mit der wissenschaftlichen Bezeichnung Mazama cita. Als Begründung nannten sie die vergleichsweise große Statur und die abweichende Fellfärbung. Ebenso führten Groves und Grubb Mazama sanctaemartae als unabhängige Art. Beide Autoren merkten aber an, dass sie sich bezüglich der Systematik der südamerikanischen Hirsche sehr unsicher waren. Die systematische Einordnung des Westvenezolanischen Graumazamas erwies sich damit als allgemein schwierig. In einer genetischen Studie aus dem Jahr 2024 konnte aufgezeigt werden, dass die Tiere des nordwestlichen Venezuela weder mit dem Amazonien-Mazama noch mit dem Graumazama näher verwandt sind, sondern eine basale Position innerhalb der Blastocerina besetzen. Zudem weichen sie in ihrem Chromosomensatz von den beiden Arten ab. Die beteiligten Wissenschaftler um Eluzai Dinai Pinto Sandoval erkannten daher den Westvenezolanischen Graumazama erneut als eigenständige Art an. Da aber vorerst lediglich Individuen aus Venezuela untersucht werden konnten, ist hierbei die verwandtschaftliche Beziehung zu solchen aus Kolumbien unbekannt.  Die Art bezieht daher die von Allen postulierte Unterart M. c. sanctaemartae nicht mit ein. Die besondere Stellung des Westvenezolanischen Graumazamas im Stammbaum berücksichtigend war jedoch ein Herauslösung aus der Gattung Mazama erforderlich. Sandoval und Kollegen kreierten hierfür die Gattung Bisbalus, die sie zu Ehren des venezolanischen Biologen Francisco Javier Bisbal Enrich benannten, der sich um die Erforschung der Spießhirsche verdient gemacht hatte.

## Bedrohung und Schutz
Über die Gefährdung des Bestandes des Westvenezolanischen Graumazama liegen keine Informationen vor. Die IUCN führt die Art nicht als eigenständig.